# Apeadeiro de Santa Eulália-A
O apeadeiro de Santa Eulália - A, por vezes chamado apenas de Santa Eulália, é uma gare da Linha do Leste, que serve a localidade de Santa Eulália, no Distrito de Portalegre, em Portugal.

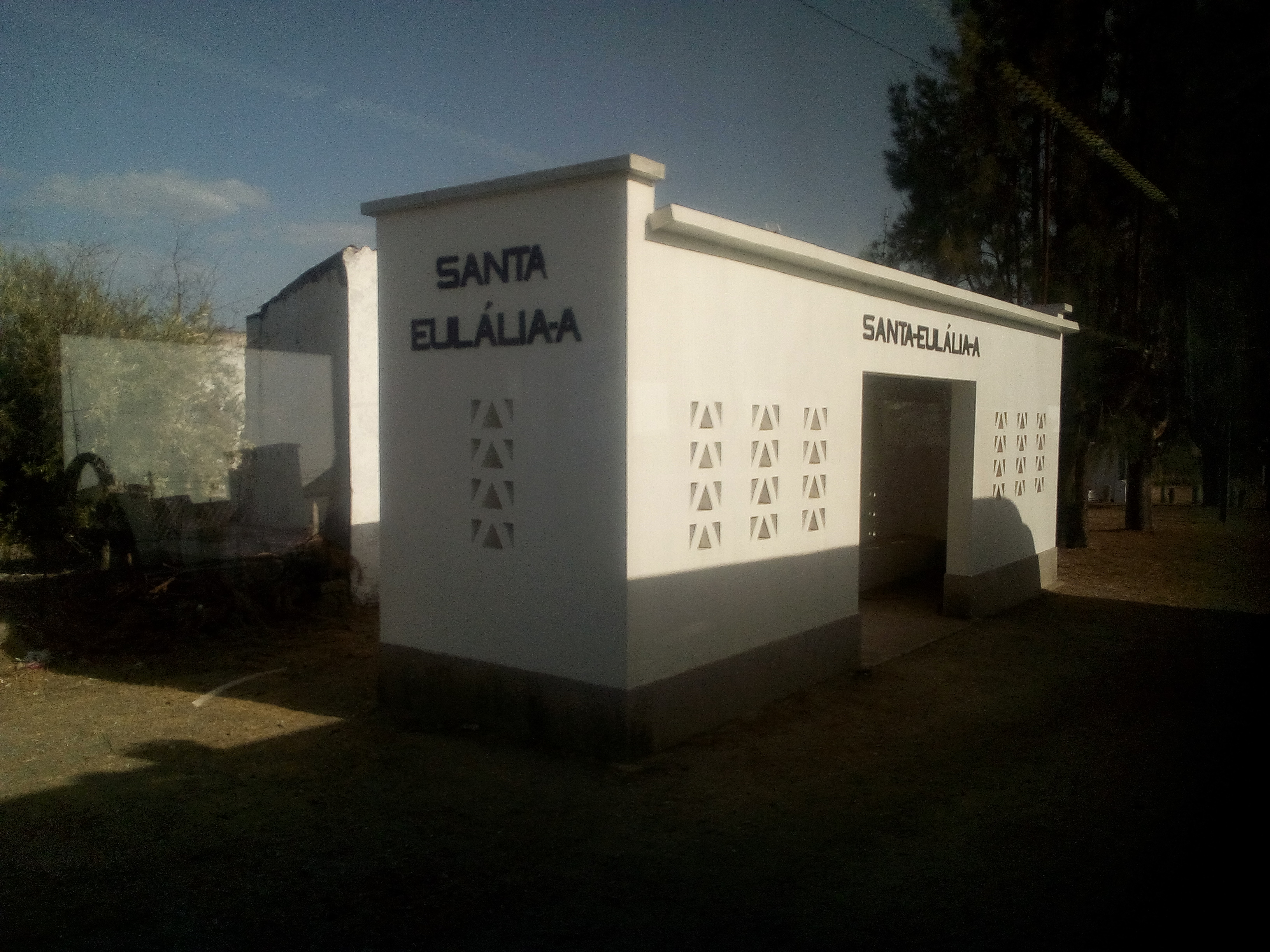
Abrigo de plataforma no apeadeiro de Santa Eulália - A, em 2017.

## Descrição

### Localização e acessos
Este apeadeiro situa-se na orla poente da povoação epónima, distando cerca de meio quilómetro do respetivo centro urbano (Rua do Castelo) — a contrastar com a extinta estação homónima, que dista mais do dobro.

### Infraestrutura
Este apeadeiro dista da extinta estação homónima (pela via ferroviária) apenas 1082 m, no sentido ascendente. O abrigo de plataforma situa-se do lado nascente da via (lado esquerdo do sentido ascendente, para Badajoz).

### Serviços
Em dados de 2023, esta interface é servida por comboios de passageiros da C.P. de tipo regional internacional, com duas circulações diárias em cada sentido, entre Entroncamento e Badajoz.

## História
Esta interface encontra-se no lanço entre Crato e Elvas da Linha do Leste, que entrou ao serviço no dia 4 de Julho de 1863, pela Companhia Real dos Caminhos de Ferro Portugueses.
Em 29 de Agosto de 2017, foram retomados os comboios do Entroncamento a Badajoz, que também serviam Santa Eulália.